# (300134) 2006 VJ52
(300134) 2006 VJ52 es un asteroide perteneciente al cinturón de asteroides descubierto el 11 de noviembre de 2006 por el equipo del Spacewatch desde el Observatorio Nacional de Kitt Peak, Arizona, Estados Unidos.

## Designación y nombre
Designado provisionalmente como 2006 VJ52.

## Características orbitales
2006 VJ52 está situado a una distancia media del Sol de 3,162 ua, pudiendo alejarse hasta 3,608 ua y acercarse hasta 2,715 ua. Su excentricidad es 0,141 y la inclinación orbital 15,82 grados. Emplea 2053,74 días en completar una órbita alrededor del Sol.

## Características físicas
La magnitud absoluta de 2006 VJ52 es 15,4. Tiene 4,771 km de diámetro y su albedo se estima en 0,059. 